# Andy Duggan
Andrew James Duggan (sinh ngày 19 tháng 9 năm 1967) là một cựu cầu thủ bóng đá thi đấu ở vị trí hậu vệ ở Football League cho Barnsley, Rochdale, Huddersfield Town và Hartlepool United. Ông sinh ra ở Bradford.